# Lajos Papp (Sportschütze)
Lajos Papp (* 8. April 1944 in Debrecen; † 31. Oktober 1993 in Budapest) war ein ungarischer Sportschütze.

## Erfolge
Lajos Papp nahm an drei Olympischen Spielen teil. 1968 belegte er in Mexiko-Stadt in der Konkurrenz mit dem Freien Gewehr im Dreistellungskampf den zehnten Platz, während er mit dem Kleinkalibergewehr im liegenden Anschlag nicht über den 46. Platz hinaus kam. Bei den Olympischen Spielen 1972 in München ging er lediglich mit dem Freien Gewehr im Dreistellungskampf an den Start, in dem er 1149 Punkte erzielte. Mit dieser Punktzahl belegte er hinter Lones Wigger und Borys Melnyk den dritten Rang und gewann damit die Bronzemedaille. Die Spiele 1976 in Montreal schloss er mit dem Kleinkalibergewehr im liegenden Anschlag auf dem 20. Platz sowie im Dreistellungskampf auf dem 13. Platz ab. Bei Weltmeisterschaften gewann Papp 1966 in Wiesbaden mit dem Luftgewehr die Bronzemedaille im Einzel. 1970 wurde er in Phoenix mit dem Freien Gewehr im knienden Anschlag Weltmeister im Einzel und sicherte sich vier Jahre darauf in Thun mit der Mannschaft im stehenden Anschlag mit dem Kleinkaliber eine weitere Bronzemedaille.